# 도라에몽 켄짱의 모험
도라에몽 켄짱의 모험(일본어: ドラえもん ケンちゃんの冒険 도라에몬 켄짱노 보우켄[*])은 1981년 국제 장애인의 해 기념 캠페인으로 제작된 일본의 애니메이션 영화이다. 도라에몽의 영화 작품 중 하나이며 《도라에몽》의 등장인물과 게스트 캐릭터인 한 장애인 소년과의 교류를 그린다.

## 참고 문헌
- 오오야마 노부요 (2006). 《ぼく、ドラえもんでした。 涙と笑いの26年うちあけ話》 [난, 도라에몽이었습니다. 눈물과 웃음의 26년을 털어놓은 이야기]. 쇼가쿠칸. ISBN 978-4-09-387654-4.
- “ドラえもん カラー新聞” [도라에몽 컬러 신문]. 《월간 코로코로 코믹》 (쇼가쿠칸) 3 (7). 1981년 10월. 일본 전국 서지 번호 : 00032808.